# 九如交流道
九如交流道為臺灣國道三號的交流道，位於臺灣屏東縣九如鄉，曾為國道三號臨時通車終點，里程指標為391k，近可聯絡九如、里港、屏東市區，遠可至茂林國家風景區。
|                | 391 九如 |  | 里港 九如 |
| 茂林國家風景區 | 391 九如 |  |           |

## 鄰近公路
- 台3線
- 縣道187丙線
- 屏16線
- 屏24線

## 軼事

### 興建用地徵收
九如交流道的型式原規劃為單苜蓿葉（單葉）型，但為了配合高速公路匝道收費的趨勢、減少用地徵收、拆遷補償等因素，評估後變更設計為半象限式雙苜蓿葉（摺疊式雙葉）型，導致高速公路路線變更。許多鄰近土地的地主在交流道設計尚未定案時就想盡辦法賣掉土地，認為土地可能會被徵收，直到細部設計完成後地主才發現，賣出的土地竟在路權外，使地主心有不甘，但土地已經無法挽回。

## 外部連結
- 國道三號九如交流道示意圖 （页面存档备份，存于）（交通部高速公路局）